# 埃斯皮纳斯 (康塔尔省)
埃斯皮纳斯（法語：Espinasse，法語發音：[ɛspinas]）是法国康塔尔省的一个市镇，位于该省东部，属于圣弗卢尔区。

## 地理
埃斯皮纳斯（44°52'19"N, 2°56'30"E）面积16.72 平方千米，位于法国奥弗涅-罗讷-阿尔卑斯大区康塔爾省，该省份为法国中南部省份，位于法國中央高原中心，北起科雷兹省、上盧瓦爾省和多姆山省，西接洛特省和科雷兹省，南至阿韦龙省和洛特省，东临上盧瓦爾省和洛泽尔省。
与埃斯皮纳斯接壤的市镇（或旧市镇、城区）包括：绍德赛格、雅布兰、略塔代斯、圣玛丽、特吕耶尔河畔讷韦格利斯。
埃斯皮纳斯的时区为UTC+01:00、UTC+02:00（夏令时）。

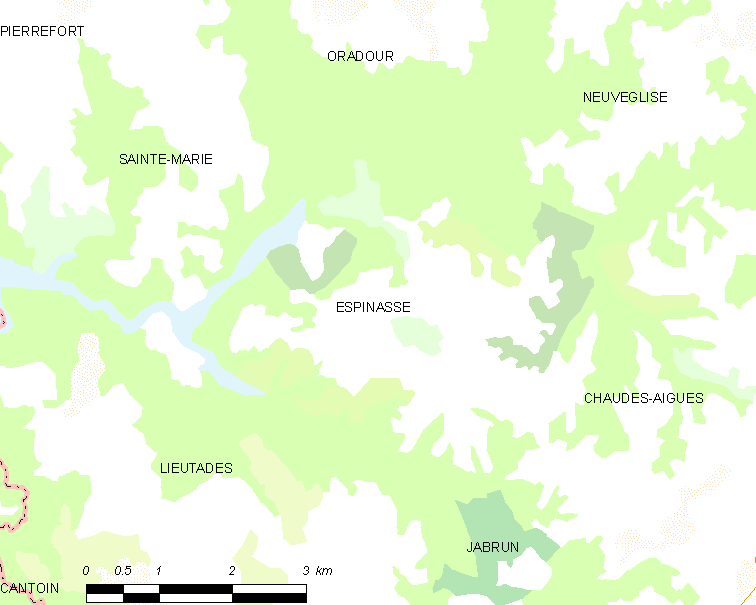
埃斯皮纳斯的OSM定位图

## 行政
埃斯皮纳斯的邮政编码为15110，INSEE市镇编码为15065。

## 政治
埃斯皮纳斯所属的省级选区为特吕耶尔河畔讷韦格利斯县。

## 人口

1962-2008年间埃斯皮纳斯人口变化图示

埃斯皮纳斯于2022年1月1日时的人口数量为79人。